# Haruna Hosoya
Haruna Hosoya (Japans: 細谷 はるな Hosoya Haruna) (Kawanishi, 23 april 1973) is een Japanse triatlete uit Gamagori. Ze is drievoudig Aziatisch kampioene triatlon.
Hosoya deed in 2000 mee aan de eerste triatlon op de Olympische Zomerspelen van Sydney. Ze moest bij het fietsonderdeel uit de wedstrijd stappen.
Ze is getrouwd en studeerde sportwetenschappen aan de universiteit van Juntendo.

## Titels
- Aziatisch kampioene triatlon - 1996, 1998, 200

## Belangrijke prestaties
- 1995: 6e Strongman all Japan triatlon
- 1996:  Aziatisch kampioenschap
- 1996: 24e WK olympische afstand in Cleveland - 1:57.04
- 1997:  Aziatisch kampioenschap
- 1997: 21e WK olympische afstand in Perth - 2:04.09
- 1998:  Aziatisch kampioenschap
- 1998: 28e WK olympische afstand in Lausanne - 2:14.47
- 1999:  Aziatisch kampioenschap
- 1999: 17e WK olympische afstand in Montreal - 1:58.10
- 2000:  Aziatisch kampioenschap
- 2000: DNF Olympische Spelen in Sydney